# 沃尼泽勒
沃尼泽勒（法語：Venizel，法語發音：[vənizɛl]）是法国上法蘭西大區埃纳省的一个市镇，属于苏瓦松区。

## 地理
沃尼泽勒（49°21'56"N, 3°23'32"E）面积3.71 平方千米，位于法国上法蘭西大區埃纳省，该省份为法国北部内陆省份，北起北部省，西接索姆省和瓦兹省，东临阿登省和马恩省，西南至塞纳-马恩省，东北部与比利时接壤。
与沃尼泽勒接壤的市镇（或旧市镇、城区）包括：阿西、埃纳河畔比利、比西勒隆、圣日耳曼新城。

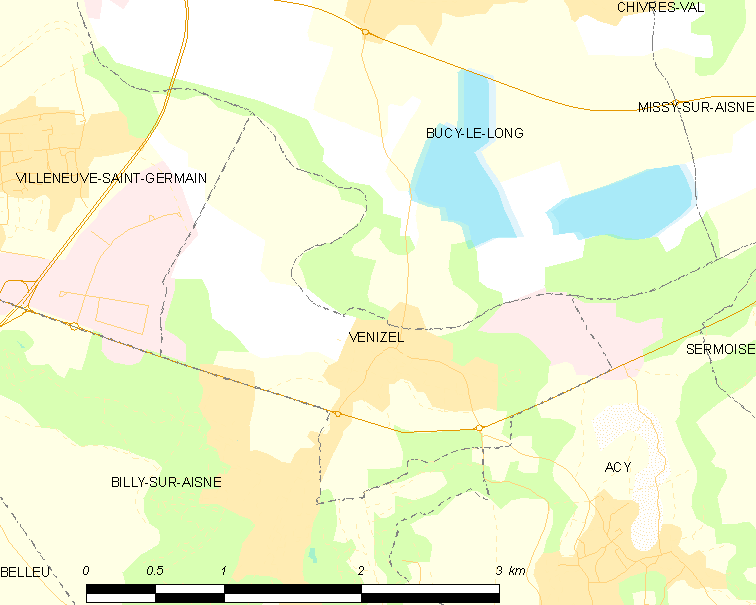
沃尼泽勒的OSM定位图

沃尼泽勒的时区为UTC+01:00、UTC+02:00（夏令时）。

## 行政
沃尼泽勒的邮政编码为02200，INSEE市镇编码为02780。

## 政治
沃尼泽勒所属的省级选区为苏瓦松第一县。

## 人口

1962-2008年间沃尼泽勒人口变化图示

沃尼泽勒于2022年1月1日时的人口数量为1333人。